# Federacions esportives valencianes
Les federacions esportives valencianes són les 58 federacions esportives que hi ha al País Valencià. La llei que regula aquestes federacions és el Decret 60/1998 del Govern Valencià.

## Atletisme
La Federació Valenciana d'Atletisme o Federació d'Atletisme de la Comunitat Valenciana, és l'entitat destinada a regular, donar llicències, organitzar, formar, promoure, arbitrar, etc. les diferents modalitats incloses a l'esport de l'atletisme dins el territori valencià. Està dirigida per Vicent Revert. Segons l'Anuari de l'Esport Valencià, el 2011 compta amb 936 llicències autonòmiques, 1.961 estatals i més de cinc mil de caràcter estatal. Té la seu a València, amb delegacions a Castelló de la Plana i a Alacant. La Federació també marca que el recinte on es disputen les proves siguen els correctes dins les quatre grans àrees: aire lliure, camp a través, ruta i pista coberta. A més a més, elabora els escalafons de les millors marques a nivell valencià en les diferents modalitats i a totes les categories. D'altra banda, és l'encarregada de convocar les seleccions valencianes en aquesta disciplina, les quals competeixen dins de campionats estatals. Una primera Federació Valenciana d'Atletisme, filial de l'espanyola, es va fundar el 25 de desembre de 1924. No abastava tot el territori del País, atés que les comarques del sud s'enquadrarien en la Federació Llevantina, amb seu a Alacant. Al març de 1926, aquesta darrera s'integraria en la valenciana, encara que continuaria amb activitat autònoma fins a 1928.

## Bàdminton
La Federació Valenciana de Badminton, o Federació de Bàdminton de la Comunitat Valenciana, és l'entitat encarregada d'organitzar la pràctica d'aquest esport al País Valencià, ocupar-se de les categories autonòmiques, arbitrar i concedir llicències als esportistes, així com fomentar la pràctica d'aquest esport. La Federació també té cura de les seleccions valencianes de bàdminton, que només competeixen a nivell estatal i en categories inferiors. Està presidida des de per Vicent Ferrer Alocver, de Xàtiva, una de les ciutats valencianes on més ha arrelat aquesta pràctica esportiva. Precisament, té la seua seu a la capital de La Costera, a diferència de la majoria de federacions esportives valencianes, les quals s'ubiquen a València. Entre les competicions que depenen de la Federació hi ha les diferents jornades del Rànquing Absolut, així com els campionats de veterans o de categories escolars (S-13, S-15, S-17).

## Bàsquet
La Federació Valenciana de Bàsquet, o Federació de Bàsquet de la Comunitat Valenciana (FBCV), és l'entitat encarregada d'organitzar la pràctica d'aquest esport al País Valencià, ocupar-se de les categories autonòmiques, arbitrar i concedir llicències als esportistes, així com fomentar la pràctica d'aquest esport. La Federació també té cura de les seleccions valencianes de bàsquet, que només competeixen a nivell estatal i en categories inferiors. La Federació Valenciana té al seu càrrec l'organització de la Copa Federació valenciana de Bàsquet i de la Lliga Valenciana, tant en modalitat masculina com femenina. Quant a les categories, la sènior inclou des de 1a Autonòmica fins a la Segona Zonal.
A l'edició de l'any 2009 de la Lliga Valenciana de Bàsquet els campions van ser el València Basket Club en ACB, l'Arròs Dacsa Almàssera en EBA, el Genovès-Xàtiva en 1a Masculina i el Picken Claret en 1a Femenina. La final va ser el 01/10/09 València Basket 84 - 76 Lucentum Alacant La final de la lliga Valenciana EBA va ser el 19/09/09 entre Onda Urbana Castelló 79 - 83 Arròs Dacsa Almàssera. La final de la lliga Valenciana 1a Divisió Masculina va ser el entre 27/09/09 Genovès-Xàtiva 83 - 69 Paterna. La final de la lliga Valenciana 1a Divisió Femenina va ser el 26/09/09 entre Picken Claret 79 - 77 Alcoi, L'edició de l'any 2010 de la Lliga Valenciana de Bàsquet fou guanyada pel Power Electronics València en ACB, el CB Llíria en EBA, el Paterna en 1a Masculina i el Picken Claret en 1a Femenina.

## Ciclisme
La Federació Valenciana de Ciclisme, o Federació de Ciclisme de la Comunitat Valenciana, és l'ens encarregat de controlar i regular el correcte desenvolupament de l'esport del ciclisme al País Valencià, així com atorgar llicències, arbitrar competicions, convocar a les seleccions valencianes de ciclisme, formar a joves promeses valencianes, organitzar la Volta Ciclista a la Comunitat Valenciana, entre altres funcions. Té la seua seu al Velòdrom Lluís Puig de València, amb delegacions provincials. Les modalitats ciclistes de les quals té competència aquesta Federació són: carretera, pista, mountain bike, bicicross, cicloturisme i BMX, tant en masculí com en femení en totes les seues categories.

## Escacs
La Federació Valenciana d'Escacs o Federació d'Escacs de la Comunitat Valenciana és l'entitat encarregada d'organitzar, arbitrar, concedir llicències i altres tràmits esportius en la modalitat dels escacs dins el País Valencià. Està presidida per Francisco Cuevas. Per equips, destaca la celebració anual del torneig Interclubs, on participen els equips federats a l'associació. Altres competicions de la Federació són: l'Autonòmic Infantil per Equips, els Autonòmics sub-8, sub-10, sub-12, sub-18 i veterans, els diferents provincials i els Jocs Esportius d'esport base. La Federació, a més a més, és qui selecciona els escaquistes i les escaquistes que competeixen sota pavelló valencià en competicions de caràcter interautonòmic.

## Esports de muntanya
La Federació d'Esports de Muntanya i Escalada del País Valencià és l'ens encarregat de fomentar, arbitrar, regular, atorgar llicències, etc. les diferents vessants esportives que és pràctiquen en medi muntanyenc, a més de l'esport de l'escalada. Es va constituir el 1963, amb la denominació de Federació Valenciana de Muntanyisme, tot i que també captava esportistes de la veïna regió murciana. Actualment és l'encarregada de convocar a les diferents seleccions valencianes, com ara la de skyrunning, donat que la Femepv en forma part de la International Skyrunning Federation (ISF). Està dirigida per Francisco Durà i té la seua seu central a Elx. Un dels òrgans de la Femepv és l'Escola Valenciana d'Alta Muntanya, encarregada d'impartir cursos i classes en les tècniques de diferents esports de muntanya. La Femepv beu de la tradició dels Centres Excursionistes, presents al llarg del territori valencià. Entre les seues activitats es troben el senderisme, l'alpinisme, el muntanyisme, l'escalada esportiva, el descens de barrancs, les carreres de muntanya, etc. El 2009 comptava amb més de 10.000 llicències federatives.

## Futbol

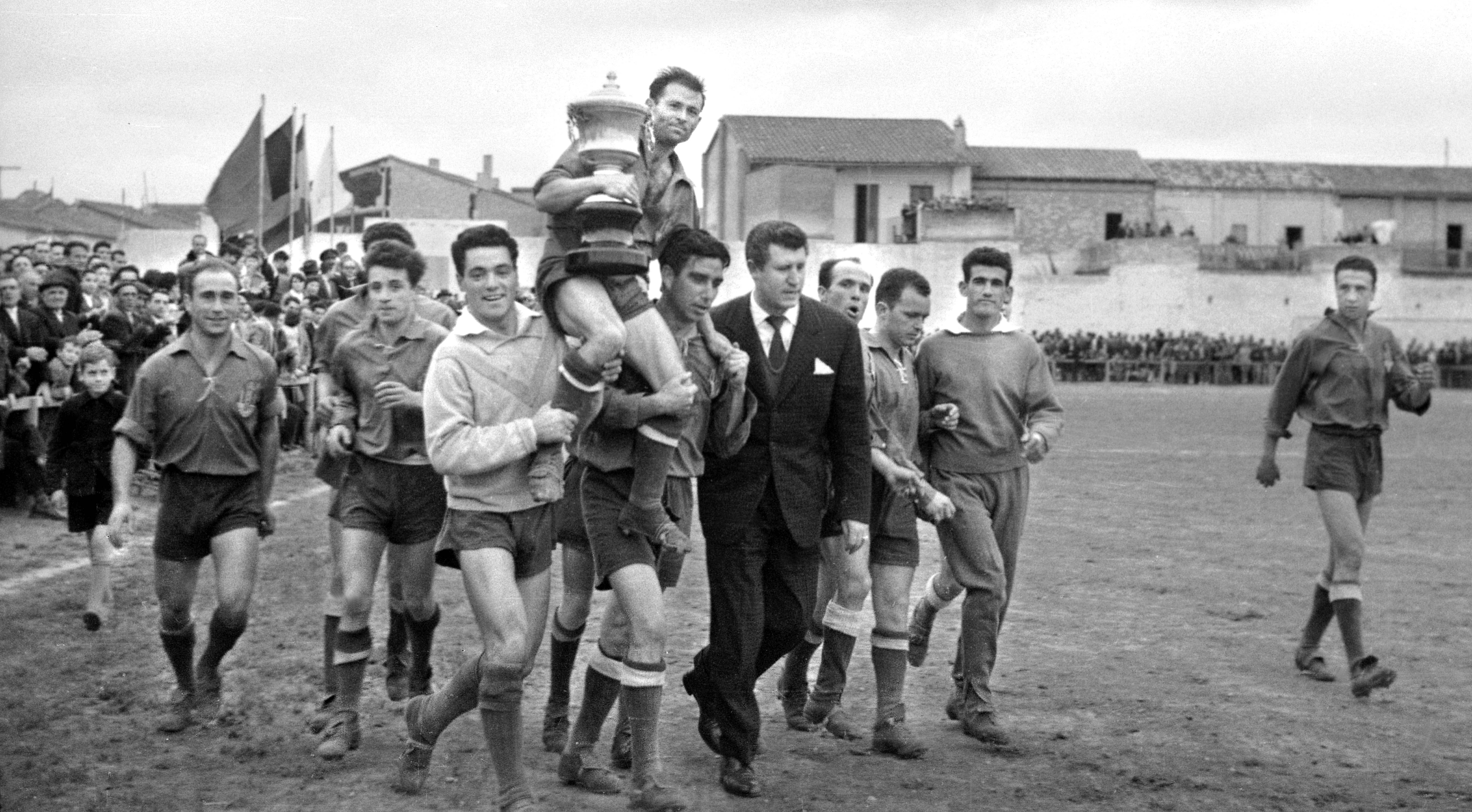
La UD Alginet amb la Copa de l'Esportivitat de la FFCV de l'any 1959.

La Federació de Futbol de la Comunitat Valenciana (de forma abreviada, FFCV) és l'organisme organitzador d'aquest esport al País Valencià. Va ser fundada el 1909. El seu president és, des de 1986, Vicente Muñoz (Catarroja, 9 de juliol de 1944). La FFCV organitza les competicions regionals valencianes de futbol i futbol sala, a més de ser la responsable de la Selecció valenciana de futbol. També és l'organisme encarregat d'organitzar cada any el Trofeu Generalitat per a futbol sala.

## Handbol
La Federació valenciana d'handbol (en castellà, Federación de Balonmano de la Comunidad Valenciana) és la reguladora d'aquest esport al País Valencià, i l'organitzadora de les diferents competicions regionals a tots els nivells que es desenvolupen en territori valencià. Està presidida per Arturo Tejedor. El primer partit d'handbol al País Valencià es va jugar el 1942, en modalitat d'onze, al camp de Vallejo (València). S'enfrontaven una selecció de les forces aèries alemanyes i un combinat d'aficionats locals. Poc després, el 1945, es va constituir la Federació valenciana d'handbol. Manuel Ricart va esdevenir el primer president. D'altra banda, va ser la primera federació arreu de l'Estat espanyol en impulsar una escola d'entrenadors. Des de la Federació s'han organitzat, al llarg de la història, tot un seguit d'esdeveniments de talla internacional: 1964: Torneig internacional triangular amb el Dukla de Praga (Txecoslovàquia), Valencia C.F. i Altos Hornos, de Biscaia. 1965: Amistós entre el Samna de Suècia i la selecció valenciana. 1966: Amistós entre el Fresinburgen, d'Alemanya i la selecció valenciana. Torneig triangular, Burgewar Sparta, d'Alemanya i les seleccions catalana i valenciana. 1969: Internacional femení Espanya-França. 1979: Internacional femení Espanya-Iugoslàvia.

## Hípica
La Federació Valenciana d'Hípica, o Federació d'Hípica de la Comunitat Valenciana, és l'associació esportiva destinada a regular, arbitrar, donar llicències, formar i promoure l'hípica al territori del País Valencià. Entre les vessants que hi pren part la FHCV hi ha les següents: doma clàssica, salt d'obstacles, engantxes, doma vaquera, concurs complet, trec, western i raids. També organitza tornejos territorials en les diferents especialitats.

## Judo
La Federació Valenciana de Judo és l'òrgan esportiu competent en el País Valencià per regular l'activitat de l'esport del judo, així com organitzar tornejos, atorgar llicències, arbitrar, promoure la seua pràctica, etc. A banda d'aquesta disciplina, la Federació també se n'ocupa d'altres arts marcials com ara l'aikido, el jiu-jitsu, el kendo, el wu-Shu i la defensa personal. Està presidit per Emilio Valcaneras i té la seu al carrer de les Avellanes de València, a banda de delegacions provincials. El 2010 comptava amb 4.400 llicències federatives Entre les competicions organitzades per aquesta entitat, es troben els Autonòmics absoluts de cada especialitat, així com diferents tornejos de base, tant a nivell valencià com de les tres províncies.

## Karate
La Federació Valenciana de Karate o Federació de Karate de la Comunitat Valenciana és l'ens dedicat a organitzar, controlar, fomentar, arbitrar, atorgar llicències... per al territori valencià dins els diferents pesos, així com la kata i el kumite de l'esport del karate. També inclou el Tai jitsu, el Kungfu i el Kenpo. Té la seu al carrer d'Avellanes de València, així com delegació provincial a Alacant. L'any 2010 comptava amb uns 9.000 esportistes federats Entre els tornejos propis de la Federació destaca l'Autonòmic absolut, on s'inclouen els diferents pesos tant en masculí com en femení. També se celebren provincials.

## Pesca
La Federació Valenciana de Pesca o Federació de Pesca de la Comunitat Valenciana és l'encarregada de regular, arbitrar, promoure, formar, etc. les diferents competicions de pesca esportiva que existeixen al País Valencià. Està dirigida per Joan Baptista Artés i té la seua seu a València, amb corresponents delegacions provincials. El 2010 comptava amb 10.400 llicenciats masculins i prop de 560 femenines. Entre els tornejos que organitza aquesta entitat hi ha les concentracions autonòmiques, les proves autonòmiques i les provincials, en les diferents vessants d'aquesta pràctica: mar oberta en embarcació, costa, aigua dolça, etc. tant en individual com en clubs. També és l'encarregada de marcar les talles mínimes de les espècies vàlides en concurs.

## Rugbi
La Federació Valenciana de Rugbi, o Federació de Rugbi de la Comunitat Valenciana, és l'òrgan encarregat de regular, organitzar, atorgar llicències, arbitrar, formar i promoure l'esport del rugbi dins el territori valencià. També té la competència de convocar a les seleccions valencianes de rugbi, les quals disputen campionats de caràcter autonòmic en categories inferiors. Des del 2011 és dirigida per Ignacio Dávila, president al seu torn del Club Rugby La Vila, qui va succeir a Juan Castro.

## Taekwondo
La Federació Valenciana de Taekwondo o Federació de Taekwondo de la Comunitat Valenciana és l'ens dedicat a organitzar, controlar, fomentar, arbitrar, atorgar llicències... per al territori valencià dins els diferents pesos de l'esport del taekwondo. Està presidida per Víctor Pizarro i té la seu al carrer Avellanes de València, així com delegacions provincials. La Federació també és l'encarregada de convocar i dirigir a les seleccions valencianes de taekwondo, que només competeixen a nivell de base, com el torneig que va enfrontar als combinats junior de València i Corea, a l'Olleria. Entre els tornejos propis de la Federació destaca l'Autonòmic absolut, on s'inclouen els diferents pesos tant en masculí com en femení. A més a més, al llarg de l'any organitza altres competicions per a l'esport base de taekwondo. Per la seua tasca de promoció d'aquest esport va rebre el 2009 el reconeixement de la federació espanyola, tant la mateixa entitat com el seleccionador valencià del moment, Miguel Àngel Orts.

## Tennis
La Federació de Tenis de la Comunitat Valenciana és la federació que regula aquest esport. Segons la mateixa FTCV, són 125 clubs i més de 12.000 jugadors els que depenen d'aquest ens. També organitza escoles de formació per a xiquets i xiquetes, així com tot un seguit de tornejos i lligues de caràcter autonòmic tant en categoria individual com per equips.
Les primeres notícies d'una organització territorial sorgeixen l'any 1939, en un enfrontament entre el R.C.T. Turo, de Barcelona, i l'Sporting Club de Tennis de València. El Marquès de Cabanes, jugador del primer equip i president de la Federació Espanyola, va aprofitar l'encontre per animar els directius valencians a posar en marxa una delegació regional de tennis. Això fructifica en la denominada Associació de Tennis de Llevant, que l'any 1966, canvia a Federació de Tennis de Llevant, la qual acollia no només als valencians, sinó també als clubs i jugadors de la llavors Regió de Múrcia, formada per les actuals províncies espanyoles de Múrcia i Albacete. La Federació Valenciana neix de la segregació de l'anterior en dos el desembre de 1974. El seu primer president, va ser Miguel Monlló. Li van seguir al càrrec Manuel Matos, Alvaro de Moutas, Alfredo del Toro, Luís Gomes, José Emilio Cervera, Joaquín Garcia Ferrer, José Emilio Cervera Llavador, Juan Olivert Miguel, Fernando García Armengol i des de 2014 ntonio Martínez Cascales.

## Vela
La Federació Valenciana de Vela, o Federació de Vela de la Comunitat Valenciana, és l'òrgan encarregat de fomentar, arbitrar, regular, formar i organitzar la pràctica de les diferents modalitats que componen l'esport de la vela al País Valencià. Està dirigida per José Martínez i té la seu al carrer de les Garrigues de València, amb delegacions a Castelló de la Plana i a Alacant. Convoca campionats de caràcter autonòmic en les diferents vessants: Lliga Match Race, Creuers: flota, solitaris, altura, A2, clubs i monotips, Vela categoria infantil: Optimist A i B, per equips, i Làser i Vela lleugera: Patí a Vela, Ràdiocontrol, Europa, 420, Láser 4.7, Láser Radial, Láser Estandar, 29er, Clase A, Hobie 16, Musto Skiff, Platu 25 i Snipe. També s'encarrega de difondre l'esport entre la societat valenciana, com ara amb les 35 Escoles de Vela que hi té repartides al llarg i ample del territori. Com a representant d'aquesta disciplina, també hi ha format part dels grans esdeveniments velers que s'han celebrat darrerament al País Valencià, com ara la Volvo Ocean Race d'Alacant